# 風穴あけるズ
風穴あけるズ（かざあなあけるず）は、松竹芸能に所属する日本のお笑いトリオ。現メンバーでの結成は2015年。

## メンバー
ノブヨシ日本代表（のぶよしにほんだいひょう、本名:寄川 展由〈よりかわ のぶよし〉1989年12月18日（35歳） -）ボケ担当、立ち位置は一番左。
- 兵庫県神戸市出身、身長170cm、体重90kg、血液型A型。
- 趣味:野球観戦、献血ルーム巡り。
- 松竹芸能タレントスクール2010年10月生[1]。
- 結成する前は『デンドロビウム』『ゲンノブナオ』『トリゴヤ』、またはピン芸人として活動[2][1]。

飛び出せっ!安藤っ!（とびだせっ あんどうっ、本名:安藤 亮之〈あんどう よしゆき〉1991年3月20日（34歳） -）ツッコミ・ネタ作り担当、立ち位置は中央。
- 滋賀県大津市出身、身長179cm、体重79kg、血液型O型。
- 立命館大学法学部出身。
- 趣味：卓球、バレーボール。
- 松竹芸能タレントスクール2010年4月生[1]。
- 加入する前は、『八分目』『柳瀬エレーナ』、またはピン芸人『アンドロメダ』として活動[1]。

コブラ（本名:山里 速利〈やまさと はやと〉1988年10月28日（36歳） -）ボケ担当、立ち位置は一番右。
- 兵庫県高砂市出身、身長178cm、体重74kg、血液型A型。
- 趣味:読書、キャッチボール。
- 松竹芸能タレントスクール2011年10月生[1]。
- 結成する前は『トラインツアー』『ボングボング』『ロクペンス』、またはピン芸人として活動[1]。
- 2024年2月に結婚を発表[4]。

## 概要
2014年夏、松竹芸能タレントスクールで出会ったノブヨシとコブラ（当時は本名）のコンビで『風穴あけるズ』を結成、2015年3月に安藤が加入してトリオとなる。
主に所属している松竹芸能関連のライブ・イベントなどで活動しているが、他事務所のライブや賞レースにも参加し、M-1グランプリでは2015年から2019年まで3回戦進出、2020年・2021年には準々決勝へ進出している。ytv漫才新人賞選考会には史上最多の17回の出場を果たしたが、最高成績は第10回ROUND1の4位であり、一度も決定戦に進出できたことがなく、「ytv漫才新人賞のハルウララ」と評されている。2022年5月、大阪市西区に加藤進之介がライブスペース「楽屋A」をオープン。ボニーボニー、オーパスツーと共に「楽屋A」のトップメンバーとして活動していたが、2024年2月より東京に進出。

## 芸風
トリオ漫才を主に演じている。「風穴あけるズです！バッ！」という挨拶が特徴。過去にはメンバーが1人ずつ登場して指で星マークを作るつかみを行っていたが、三浦マイルドから「あれで40秒ムダにしているから、すぐに止めた方がいい」と言われ止める。

## 賞レース成績

### ytv漫才新人賞選考会
| 年度（回）        | ROUND | 出番 | 順位 | 点数  | 開催日（放送日）           | 披露ネタ         | 備考         |
| ----------------- | ----- | ---- | ---- | ----- | -------------------------- | ---------------- | ------------ |
| 2015-16（第5回）  | 3     | 12番 | 14位 | 427点 | 2016年1月14日（1月29日）   | 犯人             | 初出場       |
| 2016-17（第6回）  | 1     | 6番  | 15位 | 325点 | 2016年7月13日（7月29日）   | 電車の写真       |              |
| 2016-17（第6回）  | 2     | 10番 | 15位 | 314点 | 2016年10月19日（10月28日） | 泥棒             |              |
| 2016-17（第6回）  | 3     | 7番  | 15位 | 324点 | 2017年1月12日（1月20日）   | 雪山で遭難       |              |
| 2017-18（第7回）  | 1     | 15番 | 14位 | 335点 | 2017年6月27日（7月14日）   | 王様に物もらう   |              |
| 2017-18（第7回）  | 2     | 3番  | 13位 | 335点 | 2017年10月17日（10月27日） | 暇つぶし         |              |
| 2017-18（第7回）  | 3     | 7番  | 11位 | 347点 | 2018年1月17日（1月26日）   | 夜のパトロール   | [ 注 4 ]     |
| 2018-19（第8回）  | 2     | 7番  | 15位 | 329点 | 2018年10月25日（11月2日）  | ペットショップ   |              |
| 2018-19（第8回）  | 3     | 13番 | 15位 | 315点 | 2019年1月11日（1月18日）   | 街頭インタビュー |              |
| 2019-20（第9回）  | 1     | 11番 | 14位 | 346点 | 2019年7月3日（8月3日）     | 夜行バス         | [ 注 5 ]     |
| 2019-20（第9回）  | 2     | 4番  | 11位 | 349点 | 2019年10月16日（11月16日） | 自然を守る       |              |
| 2019-20（第9回）  | 3     | 13番 | 10位 | 354点 | 2020年1月12日（1月25日）   | 刑務所           |              |
| 2020-21（第10回） | 1     | 8番  | 4位  | 359点 | 2020年10月11日（10月31日） | コールセンター   | 最高成績     |
| 2020-21（第10回） | 2     | 3番  | 12位 | 339点 | 2021年1月17日（1月30日）   | 待ち合わせ       |              |
| 2021-22（第11回） | 1     | 12番 | 9位  | 340点 | 2021年7月25日（8月14日）   | ATM              | ラストイヤー |
| 2021-22（第11回） | 2     | 11番 | 7位  | 344点 | 2021年10月17日（10月30日） | 追突事故         | ラストイヤー |
| 2021-22（第11回） | 3     | 11番 | 8位  | 358点 | 2022年1月23日（2月5日）    | ファン対応       | ラストイヤー |

### M-1グランプリ
| 年度（回）       | 結果         | エントリー No. | 会場                      | 日程           | 備考 |
| ---------------- | ------------ | -------------- | ------------------------- | -------------- | ---- |
| 2015年（第11回） | 3回戦進出    | 1547           | [大阪] よしもと漫才劇場   | 10月26日（月） |      |
| 2016年（第12回） | 3回戦進出    | 762            | [大阪] よしもと漫才劇場   | 10月18日（火） |      |
| 2017年（第13回） | 3回戦進出    | 2394           | [京都] よしもと祇園花月   | 10月26日（火） |      |
| 2018年（第14回） | 3回戦進出    | 2089           | [京都] よしもと祇園花月   | 10月24日（水） |      |
| 2019年（第15回） | 3回戦進出    | 2233           | [京都] よしもと祇園花月   | 10月28日（月） |      |
| 2020年（第16回） | 準々決勝進出 | 2268           | [大阪] なんばグランド花月 | 11月16日（月） |      |
| 2021年（第17回） | 準々決勝進出 | 571            | [大阪] なんばグランド花月 | 11月10日（水） |      |
| 2022年（第18回） | 3回戦進出    | 1187           | [京都] よしもと祇園花月   | 10月26日（水） |      |
| 2023年（第19回） | 3回戦進出    | 2392           | [大阪] よしもと漫才劇場   | 10月30日（月） |      |
| 2024年（第20回） | 3回戦進出    | 319            | [東京] KANDA SQUARE HALL  | 11月7日（木）  |      |

### その他
- 2021年 第42回ABCお笑いグランプリ - 最終予選進出[14]

## 出演

### テレビ
- 森脇伝説（サンテレビ）
- ぽじポジたまご（KBS京都）
- ウケタモンガチ!5（2016年、読売テレビ）[15]
- ザキとロバ（2016年、メ〜テレ）[16]
- すもももももも!ピーチCAFÉ（2017年、読売テレビ）
- OWARAIブラックジャック（2017年、読売テレビ）
- 女のリアルを徹底検証!!え〜!へぇ〜寺〜男の先入観の向こう側〜（2017年、朝日放送）
- 本能Z（2017年、CBCテレビ）[17]
- 松竹魂(スピリッツ)（2017年、MBSテレビ）
- ごぶごぶ（2017年、MBSテレビ）289回出演
- 松竹芸能60周年記念特番オール松竹レジェンド大賞（2017年、関西テレビ）
- 走れ!みつくに社長（2019年、テレビ大阪）[18]
- 第55回上方漫才大賞（2020年4月9日、関西テレビ）
- 漫才マン（2021年3月24日、関西テレビ）
- 第56回上方漫才大賞（2021年4月10日、関西テレビ）
- なるみ・岡村の過ぎるTV（2021年5月31日、朝日放送テレビ）
- キモイリ！（2021年12月25日、KBS京都）
- マルコポロリ（2022年1月9日、関西テレビ） - 再現VTR、まもる。（もも） 役（安藤）
- 漫才マン（2022年3月27日、関西テレビ
- 痛快！明石家電子台（2022年4月25日、毎日放送 )
- ロコだけが知っている（2022年6月15日、NHK）

### テレビドラマ
- 科捜研の女 SEASON 17 File.10（2018年1月25日、テレビ朝日）中田光夫 役（ノブヨシ日本代表）[19]

### ラジオ
- 4年に1度の松竹バザール!面白芸人大放出!あの座を奪うのはコイツらだ!（2016年、MBSラジオ）
- ヤングタウン日曜日（2019年7月21日、MBSラジオ）
- Aマッソの両A面（2021年1月12日、MBSラジオ）
- WEST ANTSのアリ様（2021年5月3日、MBSラジオ）
- マイメロディのマイメロセラピー（2022年4月1日、ラジオ大阪）（安藤）
- 月間ラジオトーク（2022年4月28日、MBSラジオ）

## 単独ライブ
- 道頓堀ハイパー大作戦（2017年3月26日、道頓堀角座）[20]
- 豪拳 バーニングシャワー（2018年2月17日、道頓堀角座）[21]